# Erucazuur
Erucazuur is een onverzadigd vetzuur dat voorkomt in koolzaadolie, mosterdolie en de olie van steenraket. Erucazuur is een ω-9-vetzuur met een dubbele binding in de cis-configuratie.

## Gezondheidseffecten
De effecten van erucazuur op de gezondheid zijn omstreden. Erucazuur zou op den duur tot hartvervetting kunnen leiden. Dit is gebaseerd op studies bij ratten, maar er zijn nooit negatieve effecten gedocumenteerd bij mensen.
Zo werd mosterdolie in de Verenigde Staten, Canada en de Europese Unie ooit beschouwd als ongeschikt voor menselijke consumptie vanwege het hoge gehalte erucazuur. Dit is gebeurd vanwege slecht opgezet onderzoek bij ratten. Ratten zijn minder goed in staat om plantaardige vetten te verteren dan mensen en varkens. Chariton et al. suggereert dat ratten hartvervetting optreedt door een lage omzetting van erucazuur in erucazuur-CoA en een lage activiteit van lipasen en enzymen nodig voor de beta-oxidatie van erucazuur. Voordat dit proces volledig wetenschappelijk was doorgrond, leidde dit tot de opvatting dat erucazuur en mosterdolie erg toxisch zijn voor mensen.
Een vier-op-één mengsel van erucazuur en oliezuur maakt Lorenzo olie; een experimentele behandelmethode voor adrenoleukodystrofie, een zeldzame stofwisselingsziekte.

## Toepassingen
Erucazuur wordt onder andere gebruikt in vochtinbrengende huidcrèmes.

## Consumptie
Voor menselijk consumptie mag koolzaadolie praktisch geen erucazuur bevatten. Ook een laag gehalte aan glucosinolaat is wenselijk. Daarom zijn er eerst enkelnul en later zogenaamde dubbelnul koolzaadrassen ontwikkeld die minder dan 0,5% tot 1% erucazuur bevatten. De olie van dubbelnulrassen is geschikt voor menselijke consumptie, omdat ze ook nog een laag gehalte aan glucosinolaat hebben.